# Franz-Josef Wiesner
Franz-Josef Wiesner (* 8. Januar 1926 in Breslau; † 9. April 2024 in Köln) war ein Brigadegeneral des Heeres der Bundeswehr. in seiner letzten Verwendung war er General der Kampfunterstützungstruppen und Abteilungsleiter VI im Heeresamt.

## Militärischer Werdegang

### Wehrmacht
Wiesner trat am 3. Januar 1944 als Offizieranwärter beider Artillerie-Ersatzausbildungs-Abteilung des (Panzer-)Artillerieregiment 116 in die Wehrmacht ein. Nach Verwendungen als Geschützführer und Vorgeschobener Beobachter im (Panzer-)Artillerieregiment 116 in Kurland, Ostpreußen und Samland wurde er am 20. April 1945 zum Leutnant befördert. Nach einer kurzen Verwendung als Zugführer bei einer Brigade im Böhmerwald geriet Wiesnder im Mai 1945 in amerikanische Kriegsgefangenschaft.

### Bundeswehr
Am 16. April 1956 trat Wiesner als Oberleutnant in die Bundeswehr ein und durchlief bis März 1960 verschiedene Verwendungen im Artillerielehrbataillon, welches später zum Panzerartillerielehrbataillon 51 umgegliedert wurde. Von März 1960 bis März 1961 war er S 3-Offizier im Artillerielehrregiment. Vor dem Besuch des 4. Generalstabslehrgang Heer an der Führungsakademie der Bundeswehr von Oktober 1961 bis September 1963 wurde er dort auf dem Schüleretat verwendet. Im Anschluss daran wurde er ab Oktober 1963 G 3 in der Panzergrenadierbrigade 2Im Oktober 1967 übernahm Wiesner das Kommando über das Feldartilleriebataillon 105. Nach dieser Verwendung wurde er im April 1970 als Hörsaalleiter und Lehrstabsoffizier für Landkriegsführung an der Führungsakademie der Bundeswehr eingesetzt, ehe er ab Februar 1973 am NATO Defense College an einem Lehrgang teilnahm. Anschließend wurde Wiesner ab Oktober 1973 als Abteilungsleiter und Chef des persönlichen Stabes des Oberbefehlshabers AFCENT bei der NATO eingesetzt. Ab Juli 1976 wurde er Beauftragter des Heeres für die Bundeswehrplanübung 77 beim Luftwaffenamt/Streitkräfteamt. Ab Oktober 1977 wurde er als Kommandeur der Panzergrenadierbrigade 24 eingesetzt, ehe er im Januar 1981 Kommandeur des Artilleriekommandos 2 wurde. Ab April 1982 wurde er General der Kampfunterstützungstruppen und Abteilungsleiter VI im Heeresamt. Am 31. März 1986 wurde er in den Ruhestand versetzt. 

## Zivilleben
Ab November 1941 wurde Wiesner als Luftwaffenhelfer in Breslau eingesetzt. Von September bis November 1943 leistete er seinen Reichsarbeitsdienst in Bärn ab. 
Nach Entlassung aus der Kriegsgefangenschaft arbeitete Wiesner ab Juli 1945 als Bauhilfsarbeiter bei der Stadtverwaltung Amberg. Von März bis Juni 1947 war er Hilfsarbeiter und Dachdeckerlehrling bei einer Firma in Okarben. Ab Juli 1946 war er bei amerikanischen Dienststellen in Amberg und Grafenwöhr abgestellt, ehe er im Oktober 1950 Angehöriger des Labor Service wurde.

## Auszeichnungen
Wiesner wurde im Mai 1945 das Verwundetenabzeichen in schwarz verliehen. 1981 erhielt er das Bundesverdienstkreuz I. Klasse sowie 1985 die Lebensrettungsmedaille des Bayerischen Roten Kreuzes.